# Canna glauca
Canna glauca är en kannaväxtart som beskrevs av Carl von Linné. Canna glauca ingår i släktet kannor, och familjen kannaväxter. Inga underarter finns listade i Catalogue of Life.

## Bildgalleri

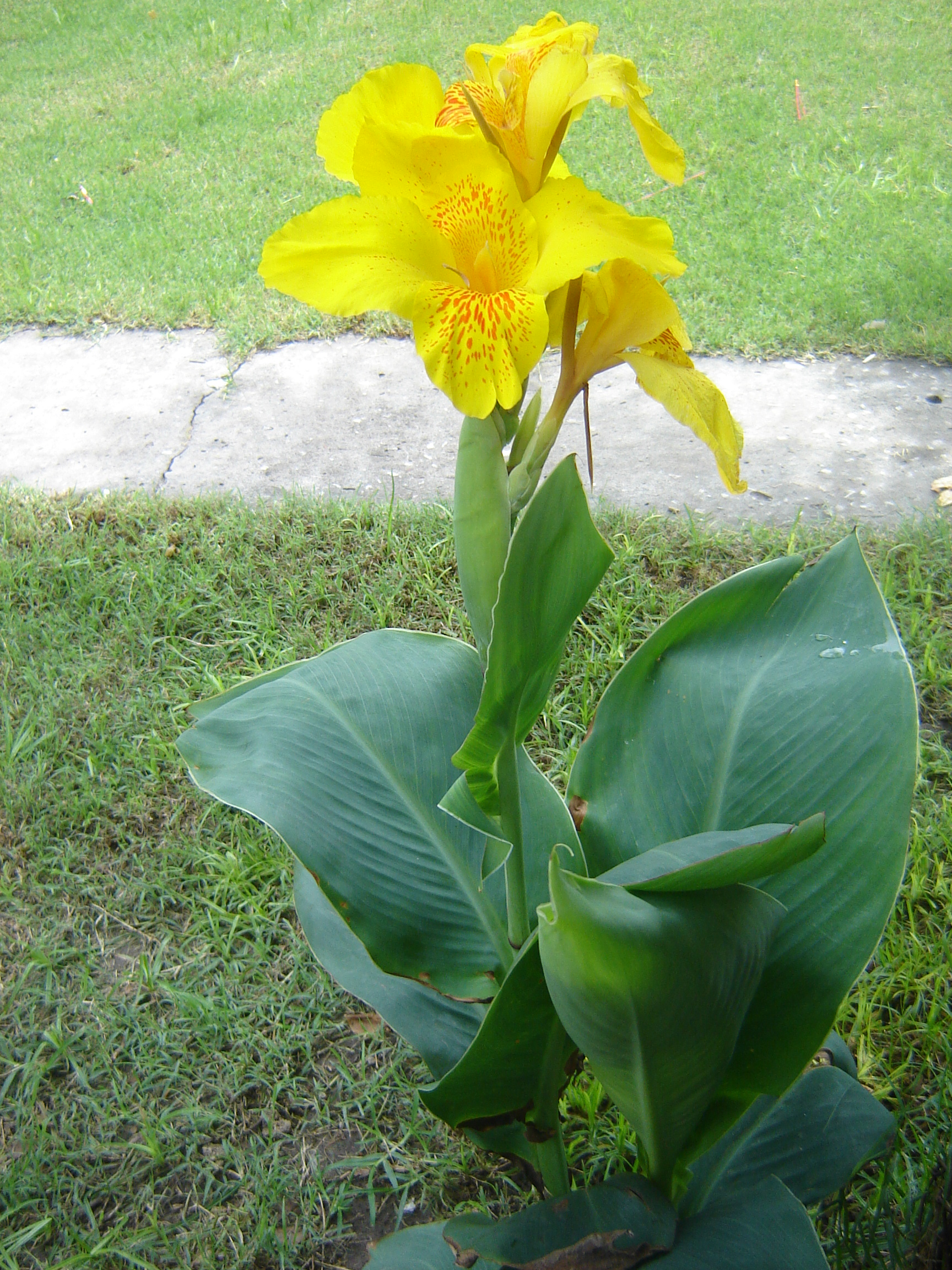
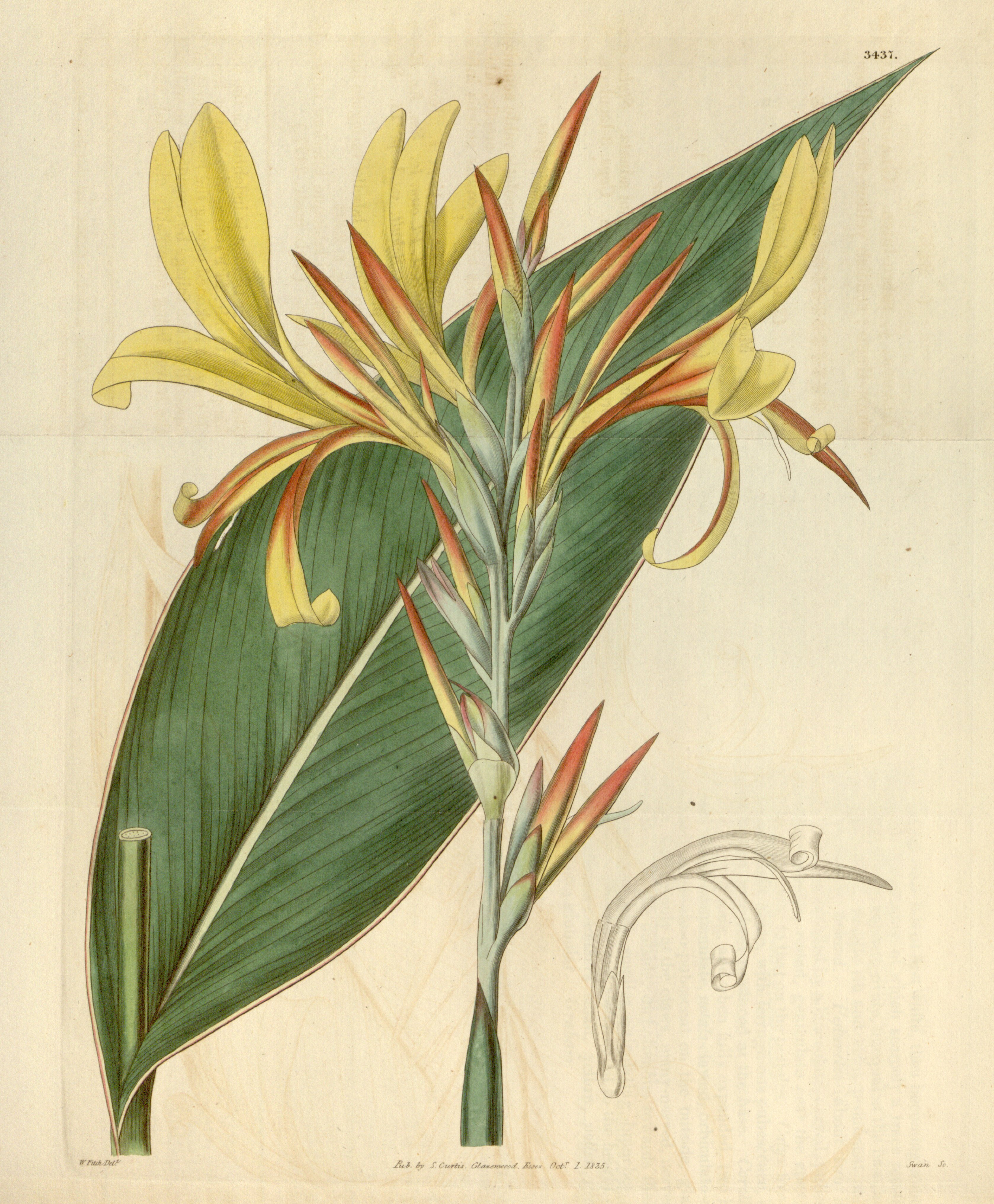
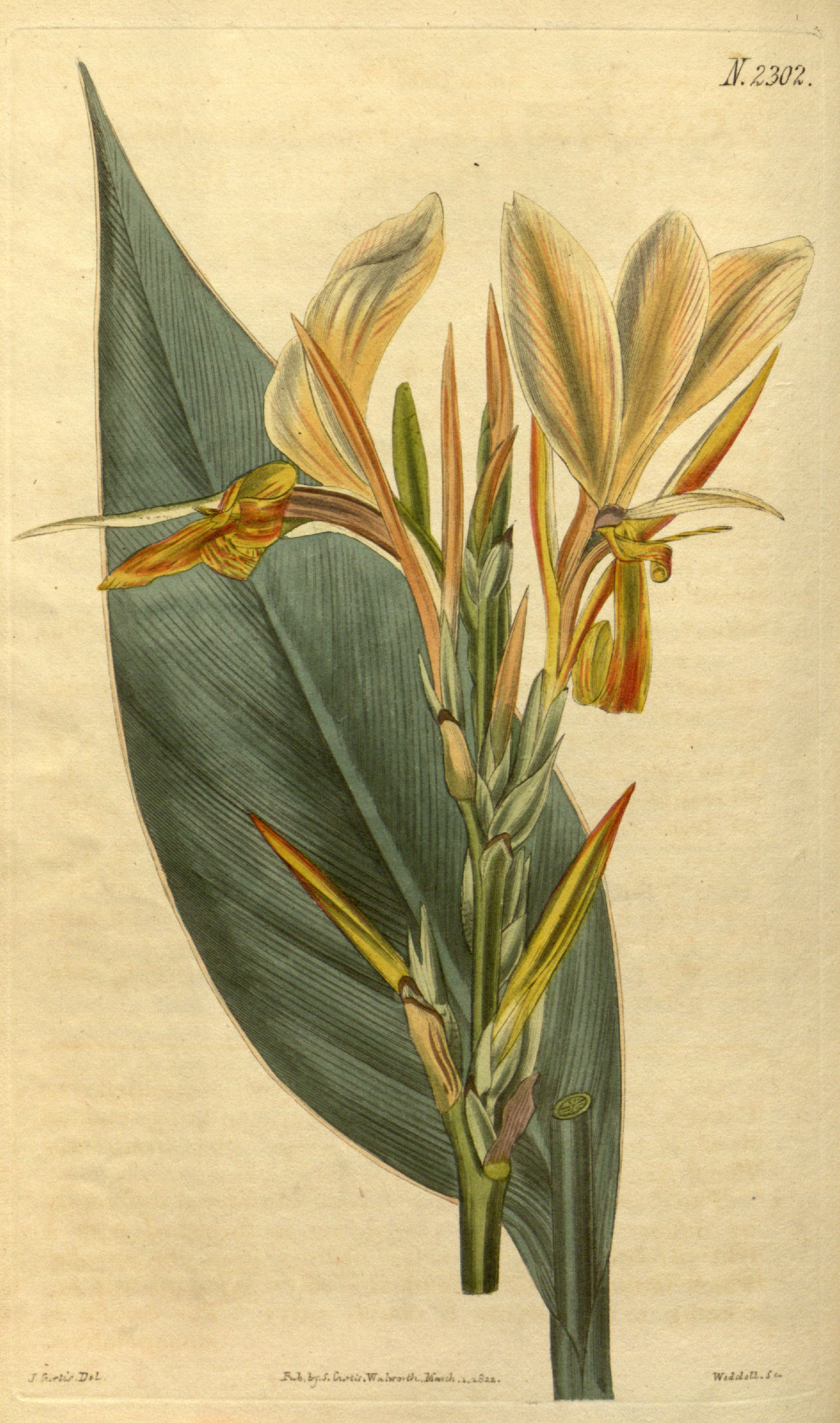
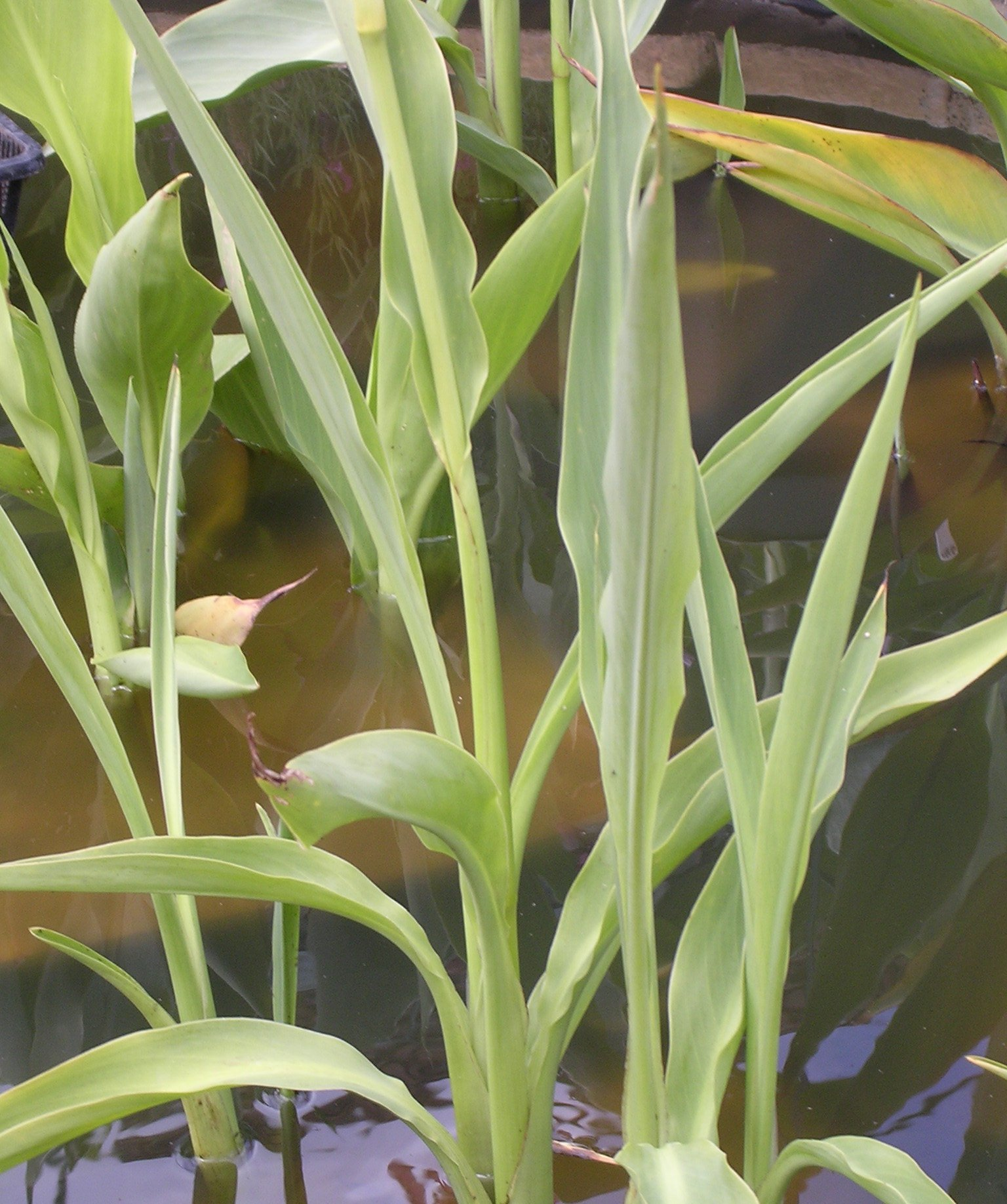